# Lashinda Demus
Lashinda Demus (ur. 10 marca 1983) – amerykańska lekkoatletka, płotkarka, mistrzyni olimpijska z Londynu, pięciokrotna medalistka mistrzostw świata.
Największe sukcesy odnosi na dystansie 400 metrów przez płotki:
- złoto igrzysk olimpijskich (Londyn 2012)[1]
- złoty medal Mistrzostw Świata Juniorów w Lekkoatletyce (Kingston 2002) (na tej samej imprezie zdobyła również złoto biegnąc w sztafecie 4 × 400 metrów)
- srebro podczas Mistrzostw Świata w Lekkoatletyce (Helsinki 2005)
- 1. miejsce na Światowym Finale IAAF (Monako 2005)
- 1. miejsce podczas Światowego Finału IAAF (Stuttgart 2006)
- 2. miejsce na Pucharze Świata w Lekkoatletyce (Ateny 2006), na tych samych zawodach Demus, razem z koleżankami z reprezentacji USA, zajęła 2. miejsce w sztafecie 4 × 400 metrów
- srebro mistrzostw świata (Berlin 2009), Demus zdobyła także złoty medal w sztafecie 4 × 400 metrów tych mistrzostw
- brąz mistrzostw świata (Moskwa 2013)

## Rekordy życiowe
| Konkurencja                | Data             | Miejsce      | Czas    |
| -------------------------- | ---------------- | ------------ | ------- |
| Bieg na 200 m              | 12 kwietnia 2004 | Coral Gables | 23,35   |
| Bieg na 400 m              | 4 czerwca 2010   | Oslo         | 51,09   |
| Bieg na 400 m (hala)       | 13 marca 2004    | Fayetteville | 51,63   |
| Bieg na 800 m (hala)       | 4 lutego 2006    | Chapel Hill  | 2:08,91 |
| Bieg na 100 m przez płotki | 16 kwietnia 2011 | Walnut       | 12,96   |
| Bieg na 400 m przez płotki | 1 września 2011  | Taegu        | 52,47   |